# Dąbrówka Gorzycka
Dąbrówka Gorzycka est une localité polonaise de la gmina d'Olesno, située dans le powiat de Dąbrowa en voïvodie de Petite-Pologne.